# Dennis E. Taylor
 (septembre 2018).
Pour les articles homonymes, voir Dennis Taylor.
Œuvres principales
- Série Nous sommes Bob

Dennis E. Taylor, est programmeur informatique et écrivain canadien de science-fiction.

## Œuvres

### SérieNous sommes Bob
1. Nous sommes légion, Bragelonne, 2018 ((en) We Are Legion (We Are Bob), 2016) ;
2. Nous sommes nombreux, Bragelonne, 2018 ((en) For We Are Many, 2017) ;
3. Tous ces mondes, Bragelonne, 2019 ((en) All These Worlds, 2017) ;
4. (en) Heaven's River, 2020.
5. (en) Not Till We Are Lost, 2024.

### SérieWorld-Lines
1. (en) Outland[2], 2015.

### Roman indépendant
- (en) The Singularity Trap, 2018.

### Nouvelles
- (en) A Change of Plans[2], 2017
- (en) Feedback, 2021.